# Non Daeng (huyện)
Non Daeng (tiếng Thái: โนนแดง) là một huyện (amphoe) ở đông bắc của tỉnh Nakhon Ratchasima, đông bắc Thái Lan.

## Lịch sử
Làng Non Daeng đã được nâng cấp thành tambon Non Daeng của huyện Bua Yai vào năm 1965. Sau này đơn vị này đã được chuyển sang huyện Prathai và đã thành tiểu huyện (King Amphoe) ngày 1 tháng 4 năm 1989, khi tambon này cùng với Non Ta Then, Sam Phaniang và Wang Hin đã được tách ra từ Prathai. Với tambon Don Yao Yai được bổ sung vào ngày 1 tháng 8 năm 1989. Tiểu huyện đã được nâng cấp thành huyện ngày 20 tháng 10 năm 1993.

## Địa lý
Các huyện giáp ranh (từ phía bắc theo chiều kim đồng hồ) là Sida, Prathai, Phimai, Khong và Bua Yai.

## Hành chính
Huyện này được chia thành 5 phó huyện (tambon). Non Daeng là thị trấn (thesaban tambon) duy nhất của huyện, nằm trên một phần của tambon Non Daeng.
| 1. | Non Daeng    | โนนแดง    |  |
| 2. | Non Ta Then  | โนนตาเถร  |  |
| 3. | Sam Phaniang | สำพะเนียง  |  |
| 4. | Wang Hin     | วังหิน      |  |
| 5. | Don Yao Yai  | ดอนยาวใหญ่ |  |